# Твигги
Дама Ле́сли Лоусон (англ. Lesley Lawson; фамилия при рождении — Хорнби (англ. Hornby), род. 19 сентября 1949 года, Лондон) — британская супермодель, актриса
 и певица. Известна под псевдонимом Тви́гги (Twiggy, буквально — «тоненькая, хрупкая», от англ. twig — «тростинка»). Дама-командор ордена Британской империи (DBE, 2018).

## Биография
Лесли Хорнби родилась в пригороде Лондона в семье среднего достатка. В 16 лет она познакомилась с модным лондонским парикмахером Леонардо и стала лицом его салона красоты. Первая фотосессия Лесли с короткой стрижкой была сделана фотографом Барри Латеганом. Он и придумал девушке запоминающийся псевдоним — Твигги.
В 1966 году Твигги была признана Лицом года по версии «Daily Express». Вскоре девушка стала лицом модного Лондона 1960-х и иконой субкультуры модов. Её снимали лучшие фотографы: Хельмут Ньютон и Сесил Битон. По мнению некоторых историков моды, именно Твигги можно назвать первой супермоделью. Миллионы девушек по всему миру худели до измождения («синдром Твигги»), копировали макияж и необычайно короткую стрижку большеглазой модели. Она стала настоящей визитной карточкой десятилетия.
В 1970 году Твигги неожиданно заявляет, что заканчивает карьеру модели.
В 1971 году Твигги была награждена двумя премиями «Золотой глобус» за роль в экранизации мюзикла «Бойфренд», затем вышла на сцену в роли Элизы Дулиттл в «Пигмалионе». В 1990-е агитировала против использования натурального меха в индустрии моды. Твигги постоянно выступала на телевидении: например, в 1976 году она была приглашена в качестве гостьи на популярную кукольную телепередачу «Маппет-шоу». Также она выступала в качестве судьи в популярном телешоу «Топ-модель по-американски» c 5-го по 9-й сезон.
В 1971 году вышел первый альбом Твигги.
В 2011 году вышла компиляция баллад Romantically Yours. В сборник вошли каверы на любимые композиции модели «Only Love Can Break Your Heart» Нила Янга и «Waterloo Sunset» The Kinks, и также песни, которые Твигги записала совместно с дочерью и Брайаном Адамсом.
В 2018 году Твигги стала дамой-командором ордена Британской империи (королевский наградной список по случаю Нового года) за вклад в индустрию моды, искусство и благотворительность.
В марте 2019 года на церемонии в Букингемском дворце в Лондоне Лесли Лоусон получила титул дамы-командора Британской империи.

## Личная жизнь
В 1977 году вышла замуж за актёра Майкла Уитни. В 1978 году у них родилась дочь Карли. Их брак продлился до смерти Уитни от сердечного приступа в 1983 году. В 1988 году вышла замуж за актёра Ли Лоусона и взяла его фамилию.

## Фильмография
| Год  |    | Русское название                   | Оригинальное название              | Роль                          |
| ---- | -- | ---------------------------------- | ---------------------------------- | ----------------------------- |
| 1971 | ф  | Дьяволы                            | The Devils                         | девушка                       |
| 1971 | ф  | Приятель                           | The Boy Friend                     | Полли Браун                   |
| 1974 | ф  | W                                  | W                                  | Кэти Льюис                    |
| 1980 | ф  | Братья Блюз                        | The Blues Brothers                 | Шикарная Леди                 |
| 1980 | ф  | А вот и невеста                    | There Goes the Bride               | Полли Перкинс                 |
| 1985 | ф  | Доктор и дьяволы                   | The Doctor and the Devils          | Дженни Бейли                  |
| 1986 | ф  | Клуб «Рай»                         | Club Paradise                      | Филлипа «Филадельфия» Ллойд   |
| 1986 | тф | Девочка со спичками                | The Little Match Girl              | Джози Робертс                 |
| 1988 | ф  | Мадам Сузацка                      | Madame Sousatzka                   | Дженни                        |
| 1988 | тф | Бриллиантовая ловушка              | The Diamond Trap                   | детектив сержант Чарли Лавсон |
| 1988 | тф | Дитя Солнца                        | Sun Child                          | Фен Харрис                    |
| 1989 | ф  | Стамбул                            | Istanbul                           | Мод                           |
| 1993 | тф | Мешки для трупов                   | Body Bags                          | Кэти Мэттьюз                  |
| 1997 | тф | Something Borrowed, Something Blue | Something Borrowed, Something Blue | Ева Хэмел                     |
| 1998 | тф | Битва за новый мир                 | Brand New World / Woundings        | Вив                           |